# Andrzej Strug

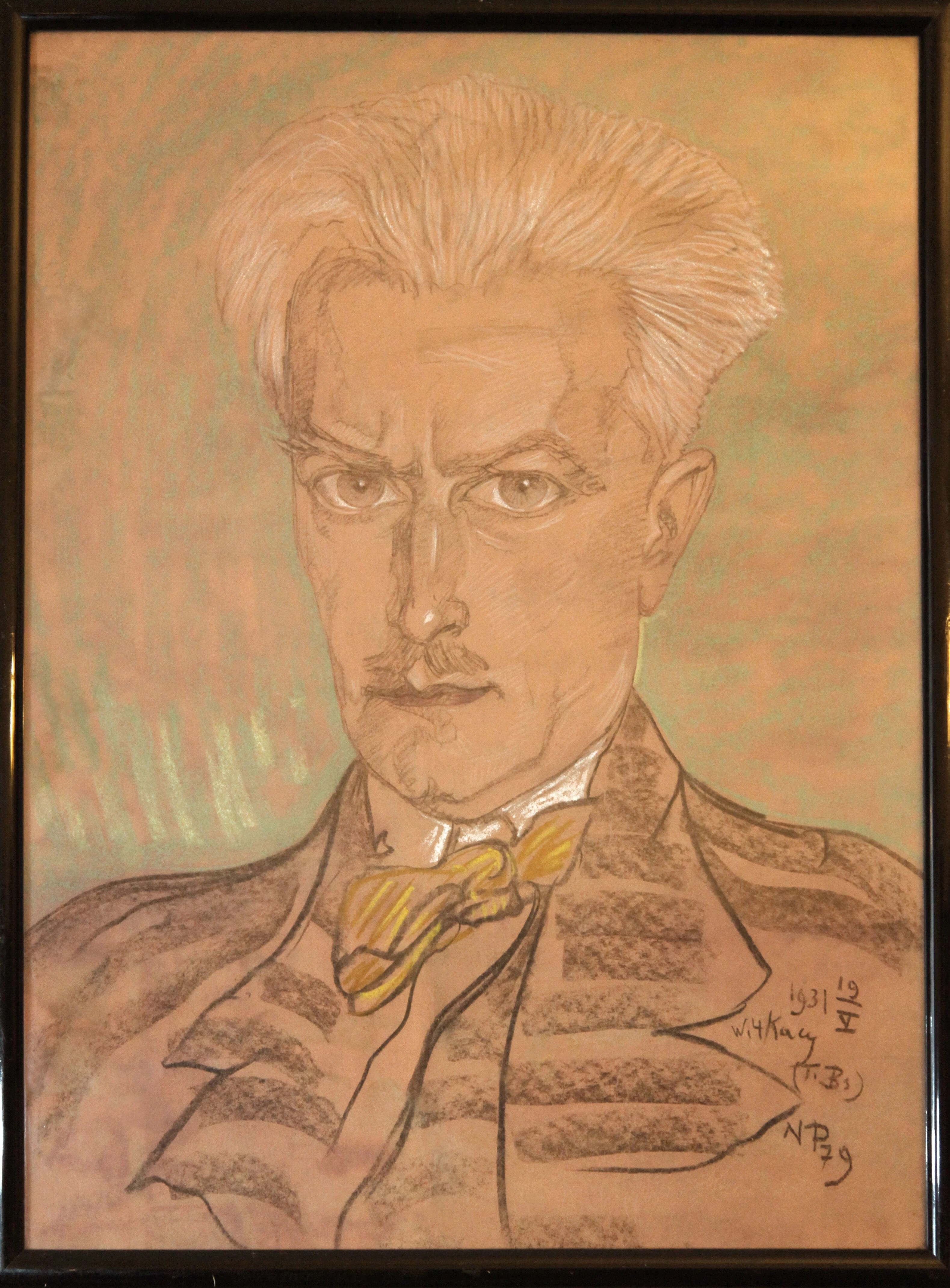
Gemalt von Witkacy

Andrzej Strug (eigentlich: Tadeusz Gałecki, * 1871 in Lublin, Weichselland (Russland); † 1937 in Warschau, Zweite Polnische Republik) war ein polnischer Schriftsteller und Theaterkünstler der Zwischenkriegszeit, Sozialist und Freimaurer.
Strug stammte aus einer behüteten Bürgerfamilie. Er studierte Agrarwissenschaften in Puławy und trat der Polnischen Sozialistischen Partei bei. Aufgrund seiner politischen Tätigkeit wurde er 1895 in der Zitadelle Warschau inhaftiert und dann nach Sibirien verbannt. 1900 kam er aus der Verbannung zurück und nahm ein Studium an der Jagiellonen-Universität in Krakau auf. 1905 beteiligte er sich an der Revolution 1905 im Weichselland und wurde hierfür 1907 erneut verhaftet. Daraufhin flüchtete er nach Paris. Während des Ersten Weltkriegs trat er den Polnischen Legionen bei. 1918 beteiligte er sich an der Regierung von Ignacy Daszyński. 1920 wurde er Gründungsmitglied der Großen Polnischen Freimaurerloge, deren Großmeister er auch zeitweilig war. Ab 1928 war er Senator im polnischen Sejm. In dieser Zeit war er auch Präsident der Vereinigung der Polnischen Literaten und beteiligte sich an der Produktion von mehreren Literaturverfilmungen. Er lehnte jedoch 1934 die Aufnahme in die Polnische Literaturakademie ab, da er gegen den Brest-Prozess und die politischen Inhaftierungen in der Bereza Kartuska protestierte. In seinen Werken griff er politische Themen auf, insbesondere die Ungleichheit und soziale Ungerechtigkeit, und kritisierte den Kapitalismus. Gerne zog er sich nach Zakopane zurück, das er jedoch auch literarisch aufs Korn nahm. Er wurde auf dem Powązki-Friedhof beigesetzt.